# کوه سنجو
کوه سنجو (به لاتین: Mount Senjō) یک کوه در ژاپن است که در اینا، ناگانو واقع شده‌است. کوه سنجو ۳٬۰۳۲٫۶ متر بالاتر از سطح دریا واقع شده‌است.